# KK Radnički Kragujevac
KK Radnički je srpski košarkaški klub iz Kragujevca. Osnovan je 1994. kao KK Kondvik, a danas nastupa pod sponzorskim imenom KK Swisslion Takovo. Trenutačno igraju u Swisslion Super Ligi i NLB ligi. Predsjednik kluba je Rodoljub Drašković, a trenutačni trener Miroslav Nikolić. 

## Povijest
Klub je osnovan 1994. godine i danas se ga smatra relativno mladim klubom. Do sada nije osvajao nikakve naslove, te nije nastupao u nekom od finala natjecanja u kojima su igrali. Najbolji plasman u sadašnjoj Swisslion Super Ligi im je 6. mjesto u sezoni 2007./08. i 2008./09., dok su u kupu najdulje stigli do četvrtfinala 2009. godine. U sezonu 2008./09. bili su prvaci regularnog dijela Swisslion lige, ali u konačnici osvojili su 6. mjesto. Na kraju najbolje sezone u povijesti, klub je ispadanjem Vojvodine izborio direktan nastup u NLB ligi.

## Poznati igrači
- Vukašin Aleksić
- Branko Jorović

## Vanjske poveznice
- Službena stranica  Arhivirana inačica izvorne stranice od 5. siječnja 2013. (Wayback Machine) (srpski)